# Moridae
Moridae é uma família de peixes actinopterígeos pertencentes à ordem Gadiformes.

## Classificação
- Gênero Antimora
  - Antimora microlepis Bean, 1890
  - Antimora rostrata (Günther, 1878)
- Gênero Auchenoceros
  - Auchenoceros punctatus (Hutton, 1873)
- Gênero Eeyorius
  - Eeyorius hutchinsi Paulin, 1986
- Gênero Eretmophorus
  - Eretmophorus kleinenbergi Giglioli, 1889
- Gênero Gadella
  - Gadella brocca Paulin e Roberts, 1997
  - Gadella dancoheni Sazonov e Shcherbachev, 2000
  - Gadella edelmanni (Brauer, 1906)
  - Gadella filifer (Garman, 1899)
  - Gadella imberbis (Vaillant, 1888)
  - Gadella jordani (Böhlke e Mead, 1951)
  - Gadella macrura Sazonov e Shcherbachev, 2000
  - Gadella maraldi (Risso, 1810)
  - Gadella molokaiensis Paulin, 1989
  - Gadella norops Paulin, 1987
  - Gadella obscurus (Parin, 1984)
  - Gadella svetovidovi Trunov, 1992
  - Gadella thysthlon Long e McCosker, 1998
- Gênero Guttigadus
  - Guttigadus globiceps (Gilchrist, 1906)
  - Guttigadus globosus (Paulin, 1986)
  - Guttigadus kongi (Markle e Meléndez C., 1988)
  - Guttigadus latifrons (Holt e Byrne, 1908)
  - Guttigadus nudicephalus (Trunov, 1990)
  - Guttigadus nudirostre (Trunov, 1990)
  - Guttigadus squamirostre (Trunov, 1990)
- Gênero Halargyreus
  - Halargyreus johnsonii Günther, 1862
- Gênero Laemonema
  - Laemonema barbatulum Goode e Bean, 1883
  - Laemonema compressicauda (Gilchrist, 1903)
  - Laemonema filodorsale Okamura, 1982
  - Laemonema goodebeanorum Meléndez C. e Markle, 1997
  - Laemonema gracillipes Garman, 1899
  - Laemonema laureysi Poll, 1953
  - Laemonema longipes Schmidt, 1938
  - Laemonema macronema Meléndez C. e Markle, 1997
  - Laemonema melanurum Goode e Bean, 1896
  - Laemonema modestum (Franz, 1910)
  - Laemonema nana Taki, 1953
  - Laemonema palauense Okamura, 1982
  - Laemonema rhodochir Gilbert, 1905
  - Laemonema robustum Johnson, 1862
  - Laemonema verecundum (Jordan e Cramer, 1897)
  - Laemonema yarrellii (Lowe, 1838)
  - Laemonema yuvto Parin e Sazonov, 1990
- Gênero Lepidion
  - Lepidion capensis Gilchrist, 1922
  - Lepidion ensiferus (Günther, 1887)
  - Lepidion eques (Günther, 1887)
  - Lepidion guentheri (Giglioli, 1880)
  - Lepidion inosimae (Günther, 1887)
  - Lepidion lepidion (Risso, 1810)
  - Lepidion microcephalus Cowper, 1956
  - Lepidion natalensis Gilchrist, 1922
  - Lepidion schmidti Svetovidov, 1936
- Gênero Lotella
  - Lotella fernandeziana Rendahl, 1921
  - Lotella fuliginosa Günther, 1862
  - Lotella phycis (Temminck e Schlegel, 1846)
  - Lotella rhacina (Forster, 1801)
  - Lotella schuettei Steindachner, 1866
  - Lotella tosaensis (Kamohara, 1936)
- Gênero Mora
  - Mora moro (Risso, 1810)
- Gênero Notophycis
  - Notophycis fitchi Sazonov, 2001
  - Notophycis marginata (Günther, 1878)
- Genus Physiculus
  - Physiculus andriashevi Shcherbachev, 1993
  - Physiculus argyropastus Alcock, 1894
  - Physiculus beckeri Shcherbachev, 1993
  - Physiculus bertelseni Shcherbachev, 1993
  - Physiculus capensis (Gilchrist, 1922)
  - Physiculus chigodarana Paulin, 1989
  - Physiculus coheni Paulin, 1989
  - Physiculus cyanostrophus Anderson e Tweddle, 2002
  - Physiculus cynodon Sazonov, 1987
  - Physiculus dalwigki Kaup, 1858
  - Physiculus fedorovi Shcherbachev, 1993
  - Physiculus fulvus Bean, 1884
  - Physiculus grinnelli Jordan e Jordan, 1922
  - Physiculus helenaensis Paulin, 1989
  - Physiculus hexacytus Parin, 1984
  - Physiculus huloti Poll, 1953
  - Physiculus japonicus Hilgendorf, 1879
  - Physiculus karrerae Paulin, 1989
  - Physiculus kaupi Poey, 1865
  - Physiculus longicavis Parin, 1984
  - Physiculus longifilis Weber, 1913
  - Physiculus luminosus Paulin, 1983
  - Physiculus marisrubri Brüss, 1986
  - Physiculus maslowskii Trunov, 1991
  - Physiculus microbarbata Paulin e Matallanas, 1990
  - Physiculus natalensis (Gilchrist, 1922)
  - Physiculus nematopus Gilbert, 1890
  - Physiculus nielseni Shcherbachev, 1993
  - Physiculus nigripinnis Okamura, 1982
  - Physiculus nigriscens Smith e Radcliffe, 1912
  - Physiculus normani Brüss, 1986
  - Physiculus parini Paulin, 1991
  - Physiculus peregrinus (Günther, 1872)
  - Physiculus rastrelliger Gilbert, 1890
  - Physiculus rhodopinnis Okamura, 1982
  - Physiculus roseus Alcock, 1891
  - Physiculus sazonovi Paulin, 1991
  - Physiculus sterops Paulin, 1989
  - Physiculus sudanensis Paulin, 1989
  - Physiculus talarae Hildebrand e Barton, 1949
  - Physiculus therosideros Paulin, 1987
  - Physiculus yoshidae Okamura, 1982
- Gênero Pseudophycis
  - Pseudophycis bachus (Forster, 1801)
  - Pseudophycis barbata Günther, 1863
  - Pseudophycis breviuscula (Richardson, 1846)
- Gênero Rhynchogadus
  - Rhynchogadus hepaticus (Facciolà, 1884)
- Gênero Salilota
  - Salilota australis (Barnard, 1925)
- Gênero Svetovidovia
  - Svetovidovia lucullus (Jensen, 1953)
- Gênero Tripterophycis
  - Tripterophycis gilchristi Boulenger, 1902
  - Tripterophycis svetovidovi (Trunov, 1992)